# Coelotes hexommatus
Coelotes hexommatus là một loài nhện trong họ Amaurobiidae.
Loài này thuộc chi Coelotes. Coelotes hexommatus được miêu tả năm 1957 bởi Komatsu.